# Gran Premio motociclistico del Venezuela 1977
Il Gran Premio motociclistico del Venezuela fu il primo appuntamento del motomondiale 1977.
Si svolse il 20 marzo 1977 presso l'Autodromo Internacional de San Carlos di San Carlos, e corsero le classi 125, 250, 350 e 500.
Prima gara extraeuropea del Motomondiale da dieci anni (e quattordici anni dopo l'ultima gara in Sudamerica), ad essa partecipò un ridotto numero di centauri, a causa delle elevate spese per raggiungere il circuito venezuelano (peraltro lontano da qualsiasi infrastruttura: il primo albergo si trovava a Valencia, a 50 km di distanza).
La gara della 500 fu caratterizzata dal duello tra Suzuki e Yamaha, da cui uscì vincitore Barry Sheene.
In 350 vittoria per l'idolo di casa Johnny Cecotto.
Facile vittoria per Walter Villa in sella all'Harley-Davidson a telaio Bimota in 250.
Ritirato Pier Paolo Bianchi per problemi alla frizione, Ángel Nieto vinse agevolmente in 125. Terzo un giovanissimo (appena quindicenne: per correre aveva dovuto mentire sull'età) Ivan Palazzese.

## Classe 500
14 piloti alla partenza, 10 al traguardo.

### Arrivati al traguardo
| Pos. | Pilota            | Moto   | Tempo   | Punti |
| ---- | ----------------- | ------ | ------- | ----- |
| 1    | Barry Sheene      | Suzuki | 48'56"9 | 15    |
| 2    | Steve Baker       | Yamaha | +3"3    | 12    |
| 3    | Pat Hennen        | Suzuki | +39"    | 10    |
| 4    | Johnny Cecotto    | Yamaha | +42"6   | 8     |
| 5    | Philippe Coulon   | Suzuki | +58"1   | 6     |
| 6    | Virginio Ferrari  | Suzuki | +1'25"  | 5     |
| 7    | Marco Lucchinelli | Suzuki | +1'31"3 | 4     |
| 8    | Christian Estrosi | Suzuki | +1 giro | 3     |
| 9    | Steve Parrish     | Suzuki | +1 giro | 2     |
| 10   | Alan North        | Suzuki | +2 giri | 1     |

### Ritirati
| Pilota            | Moto   | Motivo ritiro |
| ----------------- | ------ | ------------- |
| Teuvo Länsivuori  | Suzuki |               |
| Gianfranco Bonera | Suzuki |               |
| Marcel Ankoné     | Suzuki |               |
| Gianni Rolando    | Suzuki |               |

## Classe 350
27 piloti alla partenza, 13 al traguardo.

### Arrivati al traguardo
| Pos. | Pilota            | Moto            | Tempo   | Punti |
| ---- | ----------------- | --------------- | ------- | ----- |
| 1    | Johnny Cecotto    | Bakker-Yamaha   | 48'20"1 | 15    |
| 2    | Víctor Palomo     | Yamaha          | +29"6   | 12    |
| 3    | Patrick Fernandez | Yamaha          | +38"5   | 10    |
| 4    | Pentti Korhonen   | Yamaha          | +1'10"3 | 8     |
| 5    | Tom Herron        | Yamaha          | +1 giro | 6     |
| 6    | Alan North        | Yamaha          | +1 giro | 5     |
| 7    | Pedro Mezerhane   | Yamaha          | +1 giro | 4     |
| 8    | Carlos Bellón     | Yamaha          | +1 giro | 3     |
| 9    | Eduardo Alemán    | Yamaha          | +1 giro | 2     |
| 10   | Raúl Tausani      | Yamaha          | +1 giro | 1     |
| 11   | Christian Haleby  | Yamaha          | +1 giro |       |
| 12   | Vincenzo Cascino  | Yamaha          | +2 giri |       |
| 13   | Carlos Cortes     | Harley-Davidson | +3 giri |       |

### Ritirati
| Pilota             | Moto            | Motivo ritiro |
| ------------------ | --------------- | ------------- |
| José Cecotto       | Yamaha          |               |
| Kork Ballington    | Yamaha          |               |
| Walter Villa       | Harley-Davidson |               |
| Rogelio Cardozo    | Yamaha          |               |
| Franco Uncini      | Harley-Davidson |               |
| Ferruccio Dalle    | Yamaha          |               |
| Olivier Chevallier | Yamaha          |               |
| Chas Mortimer      | Maxton-Yamaha   |               |
| Marcos Lugger      | Yamaha          |               |
| Roland Freymond    | Yamaha          |               |
| Ubiratan Rios      | Yamaha          |               |

## Classe 250
22 piloti alla partenza, 14 al traguardo.

### Arrivati al traguardo
| Pos. | Pilota              | Moto            | Tempo   | Punti |
| ---- | ------------------- | --------------- | ------- | ----- |
| 1    | Walter Villa        | Bimota-HD       | 47'56"1 | 15    |
| 2    | Patrick Fernandez   | Yamaha          | +20"5   | 12    |
| 3    | Víctor Palomo       | Yamaha          | +35"7   | 10    |
| 4    | Pentti Korhonen     | Yamaha          | +56"1   | 8     |
| 5    | Kork Ballington     | Yamaha          | +1'11"1 | 6     |
| 6    | Tom Herron          | Yamaha          | +1'19"4 | 5     |
| 7    | Aldo Nannini        | Yamaha          | +1'29"5 | 4     |
| 8    | Olivier Chevallier  | Yamaha          | +1'30"4 | 3     |
| 9    | Mario Lega          | Yamaha          | +1 giro | 2     |
| 10   | Mauro Corradini     | Yamaha          | +2 giri | 1     |
| 11   | José Canache        | Yamaha          | +2 giri |       |
| 12   | Vincenzo Cascino    | Harley-Davidson | +2 giri |       |
| 13   | Marcos Fidel Mojica | Yamaha          | +2 giri |       |
| 14   | Antonio Mireles     | Yamaha          | +3 giri |       |

### Ritirati
| Pilota             | Moto       | Motivo ritiro |
| ------------------ | ---------- | ------------- |
| Franco Uncini      | Bimota-HD  |               |
| Paolo Pileri       | Morbidelli |               |
| Rogelio Cardozo    | Yamaha     |               |
| Ángel Nieto        | Yamaha     |               |
| G. Laya            | Yamaha     |               |
| Eduardo Alemán     | Yamaha     |               |
| Octavio Echeverria | Yamaha     |               |

## Classe 125
18 piloti alla partenza, 7 al traguardo.

### Arrivati al traguardo
| Pos. | Pilota               | Moto       | Tempo   | Punti |
| ---- | -------------------- | ---------- | ------- | ----- |
| 1    | Ángel Nieto          | Bultaco    | 50'22"4 | 15    |
| 2    | Anton Mang           | Morbidelli | +2"5    | 12    |
| 3    | Ivan Palazzese       | Morbidelli | +1'05"6 | 10    |
| 4    | Rino Pretelli        | Morbidelli | +1'48"2 | 8     |
| 5    | Juliaan Vanzeebroeck | Morbidelli | +1'48"7 | 6     |
| 6    | Willy Pérez          | Yamaha     | +3 giri | 5     |
| 7    | Rafael Olavarria     | Yamaha     | +3 giri | 4     |

### Ritirati
| Pilota              | Moto       | Motivo ritiro |
| ------------------- | ---------- | ------------- |
| Pier Paolo Bianchi  | Morbidelli | frizione      |
| Maurizio Massimiani | Morbidelli |               |
| Aldo Nannini        | Yamaha     |               |
| Germano Zanetti     | Morbidelli |               |
| Henk van Kessel     | AGV-Condor |               |
| Victorio Minguzzi   | Yamaha     |               |
| Pancrasio Catania   | Morbidelli |               |
| Hugo Vignetti       | Morbidelli |               |
| Fabián González     | Morbidelli |               |
| Rogelio Morantes    | Yamaha     |               |
| Bruno Orioli        | Yamaha     |               |